# 澤田彩香
澤田 彩香（さわだ あやか）は、NHKのアナウンサー。

## 人物
滋賀県大津市出身。滋賀県立膳所高等学校、東京大学工学部航空宇宙工学科卒業後、2013年に入局。　

## 嗜好・挿話
- 大学時代には関東工業自動車大学校と組んで2012年のWRC（世界ラリー選手権）開幕戦ラリー・モンテカルロに参戦する共同プロジェクト『ラリー・モンテカルロ・ヒストリック2012 参戦プロジェクト』に参加している[4][5]。
- 2011年3月11日に発生した東北地方太平洋沖地震（東日本大震災）がきっかけで「ひとりでも多くの命を救うために自分が出来ることはないか」と考えて、アナウンサーを目指したという[6]。
- 2018年8月の第100回全国高等学校野球選手権記念大会ではラジオ実況を担当[1][2]。甲子園実況を担当する女性局員は当時大阪放送局に勤めていた藤井彩子以来、19年ぶり2人目となった[2][7]。最初の担当は8月7日、自身の出身地である滋賀代表の近江対智弁和歌山の試合で[8]、当該大会ではこの試合も含めて龍谷大学付属平安対鳥取城北、常葉菊川対日南学園と3試合の実況を担当している[2]。
- 2021年の東京パラリンピックでは、競泳の実況を担当。
- 2023年4月からはラジオ第1・ふんわりの火曜・木曜パートナーを担当。2019年以来4年ぶりに高校野球実況（東東京大会決勝・甲子園2試合）を担当。
- 2024年9月のパリパラリンピックでは、車いすテニスの実況を担当。

## 現在の担当番組
- 各種スポーツ中継（野球・競泳・フィギュアスケートなど）

## 過去の担当番組
沖縄放送局時代（2013年度 - 2015年度）
- 土曜スタジオパーク（2013年5月25日）
- 着信御礼!ケータイ大喜利（2013年10月19日、2014年4月5日） - アシスタント
- 2014 FIFAワールドカップ 準決勝【ブラジル 対 ドイツ戦】（Eテレ、2014年7月9日） - スタジオ進行
- AFCアジアカップ2015 - スタジオ進行
  - 3位決定戦【アラブ首長国連邦 対 イラク戦】（BS1、2015年1月30日）
  - 決勝戦【オーストラリア 対 大韓民国戦】（BS1、2015年1月31日）
- うまいッ!「うまみがブワーッ 魅惑の脂 島豚」（2014年9月12日） - ナビゲーター
- 今日は一日“プロ野球ソング”三昧 IN 沖縄（FM、2015年2月11日） - アシスタント（場内アナウンス）
- おきなわHOTeye - リポーター
- ニュースウオッチ9（2015年9月14日 ‐ 18日） - 田中泉の代理リポーター

名古屋放送局時代（2016年度 - 2019年7月）
- Uta-Tube（2016年4月 - 2018年3月）
- 東海3県・東海北陸のニュース
- フィギュアスケート（実況）
- 陸上日本選手権2016（2016年6月24日 - 26日） - 総合司会
- リオデジャネイロオリンピック（2016年8月 現地キャスター）
- 第99回全国高等学校野球選手権大会　愛知大会 準決勝 豊橋中央×中京大中京（2017年7月28日）- ラジオ実況[9]
- 第99回全国高等学校野球選手権大会 - 優勝校インタビュー（2017年7月29日）
- サタデースポーツ&サンデースポーツ（2017年8月19日、20日、26日、27日） - 杉浦友紀の夏季休暇による代理キャスター
- ピョンチャンオリンピック　デイリーハイライト（2018年2月10日 - 2月14日）
- 第90回記念選抜高等学校野球大会開会式（2018年3月23日） - 実況
- おはよう東海 - キャスター（村上由利子・橋詰彩季と3週交替で出演）
- 2018 FIFAワールドカップ　ウィークリーハイライト（2018年7月8日、16日）
- 第100回全国高等学校野球選手権記念大会（ラジオ第1・2018年8月7日、11日、14日） - 実況
- NHKプロ野球 中日×東京ヤクルト（2019年5月3日） -  ベンチリポーター&ヒーローインタビュー担当
- うまいッ!「イチジク～愛知・安城市～プチプチ甘～い!」（2019年6月24日） - ナビゲーター

東京アナウンス室時代（2019年8月 - ）
- さわやか自然百景（2020年11月29日「山口　角島」） - ナレーション
- ニュース シブ5時（2020年4月20日 - 2022年3月31日） - 久保田祐佳・庭木櫻子休暇時の代理キャスター
- ふんわり（ラジオ第1：2023年4月4日 - 2025年3月13日） - 火曜・木曜のパートナー[注釈 2]
- 第105回全国高等学校野球選手権大会 東東京大会 決勝 共栄学園×東亜学園（2023年7月30日） - 実況
- 第105回全国高等学校野球選手権大会（ラジオ第1）実況　英明×智弁学園（2023年8月7日）、浜松開誠館×東海大熊本星翔（2023年8月10日）
- 第106回全国高等学校野球選手権大会 西東京大会 決勝 日大三高×早稲田実業（2024年7月28日） - 実況